# Lachlan Buchanan
Lachlan Buchanan (Maleny, 25 aprile 1990) è un attore australiano.

## Biografia

### Giovinezza
Lachlan Buchanan è nato il 25 aprile 1990 a Maleny, in Australia. Ha altri cinque fratelli, tra cui l'attore Andrew Buchanan.
Ha frequentato la Maleny State School e il Matthew Flinders Anglican College.

### Carriera
Fin dall'età di otto anni ha iniziato a recitare in alcune produzioni teatrali.
Buchanan ha recitato in soap opera come Home and Away e in diversi film in ruoli secondari come in Arcadia Lost e All My Friends Are Leaving Brisbane, e come protagonista in Newcastle.
Buchanan ha interpretato Scott Mitchell nella prima sitcom della CMT Working Class, trasmessa per la prima volta nel gennaio 2011.
Nel 2015, Buchanan ha recitato nel film a basso budget Muck, uscito a marzo. Buchanan è stato scelto per il ruolo di Kyle Abbott nella soap opera americana Febbre d'amore. La sua prima scena è andata in onda il 25 febbraio 2015.
In un'intervista dell'aprile 2020 con Queerty, Buchanan si è identificato come un uomo queer.

### Vita privata
È un esperto surfista e ha girato metà delle sue scene di surf in Newcastle senza controfigura. Parla correntemente il francese. Dal 2010 risiede a Los Angeles.

## Filmografia

### Cinema
- All My Friends Are Leaving Brisbane, regia di Louise Alston (2007)
- Newcastle, regia di Dan Castle (2008)
- Leader of the Pack, regia di Holden Hardcastle – cortometraggio (2009) non accreditato
- Arcadia Lost, regia di Phedon Papamichael (2010)
- Comportamenti molto... cattivi! (Behaving Badly), regia di Tim Garrick (2014)
- Muck, regia di Steve Wolsh (2015)
- Some Freaks, regia di Ian MacAllister McDonald (2016)
- Le Mans '66 - La grande sfida (Ford v Ferrari), regia di James Mangold (2019)

### Televisione
- Perché a me? (Mortified) – serie TV, 1 episodio (2007)
- Home and Away – serie TV, 3 episodi (2008)
- Blue Water High – serie TV, 26 episodi (2008)
- Out of the Blue – serie TV, 1 episodio (2008)
- Hung - Ragazzo squillo (Hung) – serie TV, 3 episodi (2010)
- No Ordinary Family – serie TV, 2 episodi (2010)
- Working Class – serie TV, 10 episodi (2011)
- Jessie – serie TV, 1 episodio (2012)
- Pretty Little Liars – serie TV, 2 episodi (2012)
- Jimmy Kimmel Live! – serie TV, 1 episodio (2012)
- Castle – serie TV, episodio 5x14 (2013)
- NCIS: Los Angeles – serie TV, 2 episodi (2014)
- Teen Wolf – serie TV, 1 episodio (2016)
- NCIS - Unità anticrimine (NCIS) – serie TV, 13x17 "Lavoro non stop", 1 episodio (2016)
- Febbre d'amore (The Young and the Restless) – soap opera, 107 episodi (2015-2016)
- Criminal Minds – serie TV, 1 episodio (2016)
- Le amiche di mamma (Fuller House) – serie TV, 1 episodio (2016)
- Scuro/Web (Dark/Web) – serie TV, 1 episodio (2019)
- Dynasty – serie TV, 1 episodio (2020)
- Station 19 – serie TV, 17 episodi (2020-2021, 2024)
- Wellmania – serie TV, 8 episodi (2023)

## Doppiatori italiani
Nelle versioni in italiano delle opere in cui ha recitato, Lachlan Buchanan è stato doppiato da:
- Simone Veltroni in Comportamenti molto... cattivi!, Station 19, Wellmania
- Daniele Raffaeli in Blue Water High, Castle
- David Chevalier in Pretty Little Liers
- Flavio Aquilone in NCIS - Unità anticrimine
- Luca Mannocci in Criminal Minds
- Manuel Meli in Dynasty